# V Goodwill Games
I V Goodwill Games sono stati una manifestazione sportiva tenutasi a Brisbane, in Australia, dal 29 agosto al 9 settembre 2001.

## Sport
Atletica
 Beach volley
 Calcio
 Ciclismo
00 Ginnastica artistica
00 Ginnastica ritmica
 Nuoto
 Pallacanestro
 Pugilato
 Triathlon
 Tuffi
 Sollevamento pesi
 Wrestling